# Monte Camicia
De Monte Camicia (2564 m) is een top van het oostelijk deel van het bergmassief Gran Sasso in Italië. De berg ligt op de bergkam die de scheiding vormt tussen de Abruzzese provincies Teramo en L'Aquila.
Kenmerkend voor de berg is zijn zeer steile noordhelling. De Monte Camicia wordt om deze reden vaak de "Eiger van de Apennijnen" genoemd. In 1934 werd de berg voor het eerst vanaf deze zijde beklommen door Bruno Marsili en Antonio Panza. Ten zuiden van de berg strekt zich de enorme hoogvlakte Campo Imperatore uit. Op deze vlakte ligt de berghut Fonte Vetica (1632 m) die meestal als uitgangspunt voor de beklimming van de berg gebruikt wordt. De tocht naar de top voert over de oostelijke bergkam en duurt ongeveer drie uur. Onderweg worden de bergpas Sella di Fonte Fredda (1994 m) en de Monte Tremoggia gepasseerd. Ten westen van de top ligt de Vado di Ferruccio (2245 m), het laagste punt van de bergkam tussen de Monte Camicia en de nabijgelegen Monte Prena (2561 m).